# One world foundation
Die one world foundation ist eine gemeinnützige Hilfsorganisation, die mit dem Erlös eines Gästehauses und mithilfe von Spendengeldern in Sri Lanka eine Schule für über 1100 Kinder, Jugendliche und Erwachsene betreibt. Im Geiste des Social Entrepreneurship setzt sich die owf langfristig für einen positiven Wandel in der Gesellschaft Sri Lankas ein, insbesondere durch seine Bildungsangebote, aber auch als Arbeitgeber, der seinen Mitarbeitern gute Sozialleistungen und faire Arbeitsbedingungen bietet. Das private Sozialprojekt wurde 1995 von Kathrin Messner und Josef Ortner gegründet. Ein Artists / Writers in Residence Programm macht die Stiftung auch zu einem Ort der Kunst und Literatur.

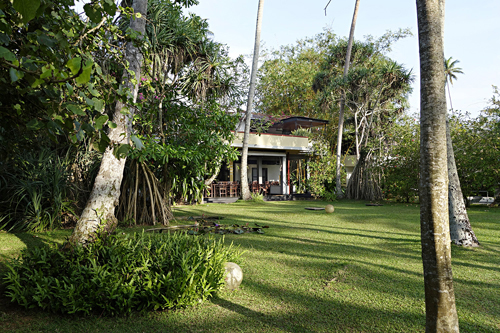
one world foundation, Ayurveda Resort Bogenvillya, Foto: Heli Hinkel

## Die Free Education Unit

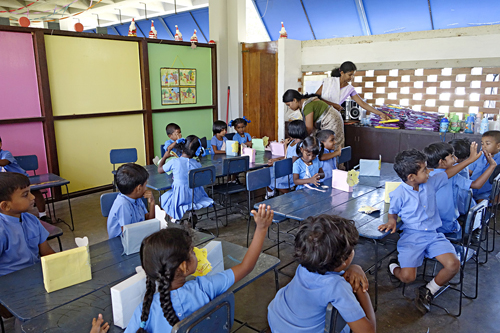
one world foundation, Free Education Unit, Foto: Heli Hinkel

Das Bildungsprojekt „Free Education Unit“ ist eine private Schule in Ahungalla (mit Nebenstandort in Katuwile) für über 1100 Kinder, Jugendliche und Erwachsene, die in Ergänzung zum staatlichen Schulsystem kostenlose Unterrichtsprogramme ermöglicht. Seit der Gründung 1995 ist die Schule konstant gewachsen. Waren es anfänglich ca. 100 Schüler, wurden 2004 um die 700 Kinder, Jugendliche und Erwachsene ausgebildet, ehe der Tsunami vom 26. Dezember 2004 auch die Einrichtungen der owf zerstörte. Auf dem neu errichteten Schulcampus werden heute von rund 40 Lehrern Bildungsprogramme von der Vorschule bis zur Berufsausbildung angeboten. Mit dem Wachstum der Schule wurde auch das Lehrangebot stetig ausgebaut. Lag der Schwerpunkt zu Beginn auf Englischkursen sowie Programmen für Vorschulkinder und Frauen, werden inzwischen unter der Leitung eines ehemaligen Schülers, dem Direktor Prabath Wijesekara, Fächer wie Musik, Sport, Fotografie, Informatik und seit 2010 auch die Sprache Tamil unterrichtet. In der Women’s Cooperation erhalten die Mütter von Vorschülern eine solide handwerkliche und wirtschaftliche Grundausbildung. Der Anspruch auf Gleichberechtigung äußert sich in der one world foundation nicht nur im Rahmen der Ausbildung von Mädchen und Frauen, sondern auch in der Anstellungspolitik – es werden viele Frauen beschäftigt, die in allen Hierarchieebenen gleichberechtigt neben ihren männlichen Kollegen agieren.

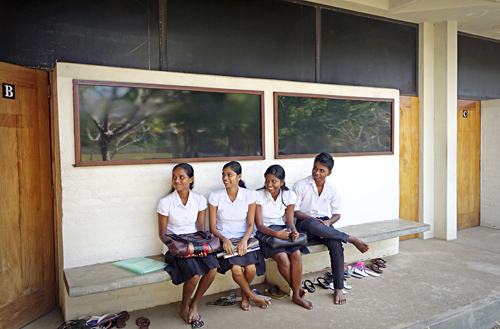
one world foundation, Free Education Unit, Foto: Heli Hinkel

Bildung und Ausbildung wird momentan bis Level 4 der National Vocational Qualification (NVQ) angeboten. NVQ ist das Zertifizierungssystem der National Apprentice and Industrial Training Authority. Gleichzeitig werden die Standards der TVEC, der Tertiary and Vocational Education Commission, eingehalten. Beide Behörden unterstehen dem Unterrichtsministerium Sri Lankas. Level 4 ist die Ausbildungsstufe für „Handwerker, die ihre Arbeit selbstständig erlernen können“. Das nächste Ziel der Free Education Unit ist es, für Level 5 zertifiziert zu werden – das ist die „Diplomebene für zukünftige Vorgesetzte“.

## Das Ayurveda Resort „Bogenvillya“

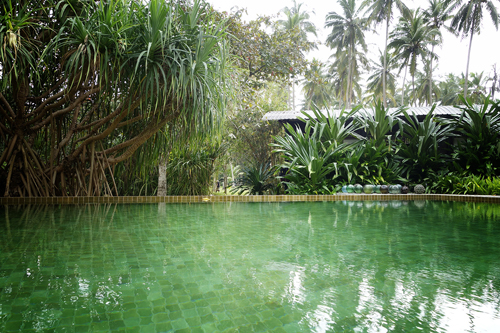
one world foundation, Ayurveda Resort Bogenvillya, Foto: Heli Hinkel

Die Organisation fördert eine Tourismusform, die auf gegenseitigem Verständnis und einem fairen Austausch basiert. Mit den Einnahmen des Gästehauses werden die Schulprogramme der „Free Education Unit“ finanziert – eine nachhaltige Zukunftsinvestition in das Gastgeberland. 2015 beschäftigte das Ayurveda Resort ca. 35 Mitarbeiter.

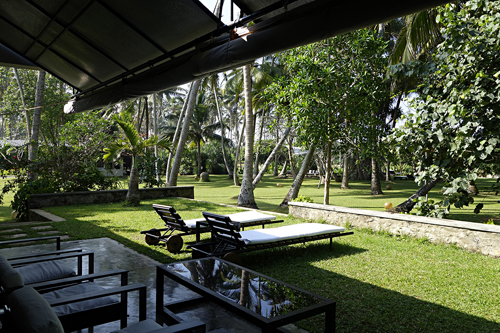
one world foundation, Ayurveda Resort Bogenvillya, Foto: Heli Hinkel

Das Gästehaus Bogenvillya liegt 80 km südlich von Colombo an der Westküste Sri Lankas. Im Fischerdorf Ahungalla fügt sich die Anlage mit ihrem weitläufigen Garten in die Küstenlandschaft mit Palmenhainen, Lagune und tropischer Vegetation ein. Das Resort verfügt über einen direkten Zugang zum Sandstrand und über einen Swimmingpool. Die Zimmer befinden sich im Haupthaus und in den angrenzenden Bungalows, sie sind jeweils mit Warmwasser, Dusche, WC, eigener Terrasse und W-Lan ausgestattet. Das Essen in der Bogenvillya ist auf hochwertige lokale Küche ausgerichtet.
Die Heilkunst Ayurveda wird Gästen angeboten. Das Angebot in der Bogenvillya inkludiert sowohl Wellness-Kuren (Rasayana) mit Anwendungen wie Massagen und Ölbehandlungen als auch Entgiftungs-Kuren (Panchakarma). Der Kurverlauf wird durch regelmäßige Konsultationen bei den hauseigenen Ärztinnen begleitet. Als Ergänzung zur Wissenschaft des Ayurveda wird im Gästehaus auch ein Yoga-Kurs angeboten: Jeden Morgen findet unter fachkundiger Leitung eine offene Yoga-Stunde auf einer Plattform im Garten mit Blick auf die Lagune statt.

## Architektur

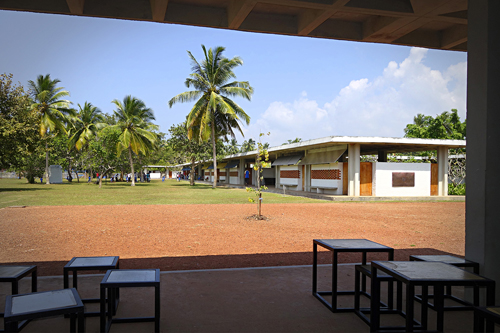
one world foundation, Free Education Unit, Architektur von Carl Pruscha, Foto: Heli Hinkel

Die Schulgebäude entstanden nach Plänen des österreichischen Architekten Carl Pruscha, der auch für das Ayurveda-Resort den „Palmenhain Bungalow“ und den „Lagoon Bungalow“ entwarf. Das Haupthaus des Gästehauses und das „Gardenloft“ wurden von Josef Ortner erbaut. 2015 konnte der „Araliya Bungalow“ nach Entwürfen des sri-lankischen Architekten Varuna de Silva eröffnet werden. Es entspricht der Philosophie der one world foundation, dass nach Möglichkeit mit lokalen Fachkräften gearbeitet wird. Die Schulgebäude und Gästebungalows nehmen auf die klimatischen Gegebenheiten Sri Lankas Rücksicht. In ihrer offenen Bauweise bieten sie Schutz vor intensiver Sonneneinstrahlung und Monsunregen und ermöglichen eine gute Durchlüftung, wodurch die Gebäude ohne Klimaanlage auskommen.

## Residence Programm für Künstler und Schriftsteller

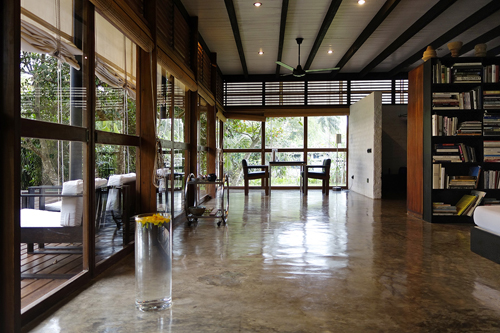
one world foundation, Ayurveda Resort Bogenvillya, Palmenhain Bungalow, Architektur von Carl Pruscha, Foto: Heli Hinkel

Seit 2009 betreibt die Galerie Krinzinger ein Artist-in-Residence-Programm in Kooperation mit der one world foundation. Auf dem ehemaligen Schulareal, wo sich bis zum Tsunami 2004 die Schuleinrichtungen der owf befunden hatten, wurde 2009 ein Studio wiedererrichtet, das im Jänner 2010 eröffnet wurde und nun den von der Galerie eingeladenen Künstlern zum Arbeiten zur Verfügung steht. Einige Werke, die im Rahmen des Residence-Programms entstanden, finden sich am Areal des Resorts und in den Gästezimmern wieder.

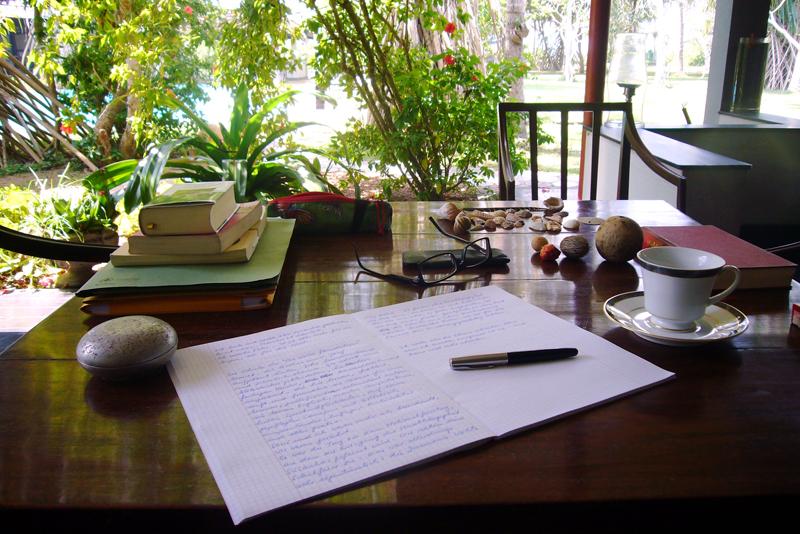
one world foundation, Writer in Residence, Foto: Robert Menasse

Folgende Kunstschaffende absolvierten bisher einen Arbeitsaufenthalt bei der Organisation: Clarina Bezzola (2010), Christian Eisenberger (2013), Marcus Geiger (2010), Markus Hanakam (2014), Thomas Helbig (2009), Suhasini Kejriwal (2010), Ursula Mayer (2014), Peter Sandbichler (2015), Hans Schabus (2011/2012), Roswitha Schuller (2014), Sudarshan Shetty (2009), Navin Thomas (2009), Theegulla Venkanna (2013), Karunasiri Wijesinghe (2013).
Neben dem Artist-in-Residence-Programm verfügt die Organisation seit 2011 auch über ein Writer in Residence-Programm das vom österreichischen Bundeskanzleramt für Kunst und Kultur gefördert wird. Kurator ist Robert Menasse. Zu dreimonatigen Arbeitsaufenthalten werden Autoren eingeladen, die an transnationalen und transkulturellen Projekten arbeiten.
Die bisherigen Teilnehmer sind: Dimitré Dinev (2011), Maja Haderlap (2012), Kala Ramesh (2014), David Schalko (2015), Sabine Scholl (2016), Cordula Simon (2014), Brita Steinwendtner (2013), Ilija Trojanow (2014), Andreas Weber (2014).